# Radiolamp

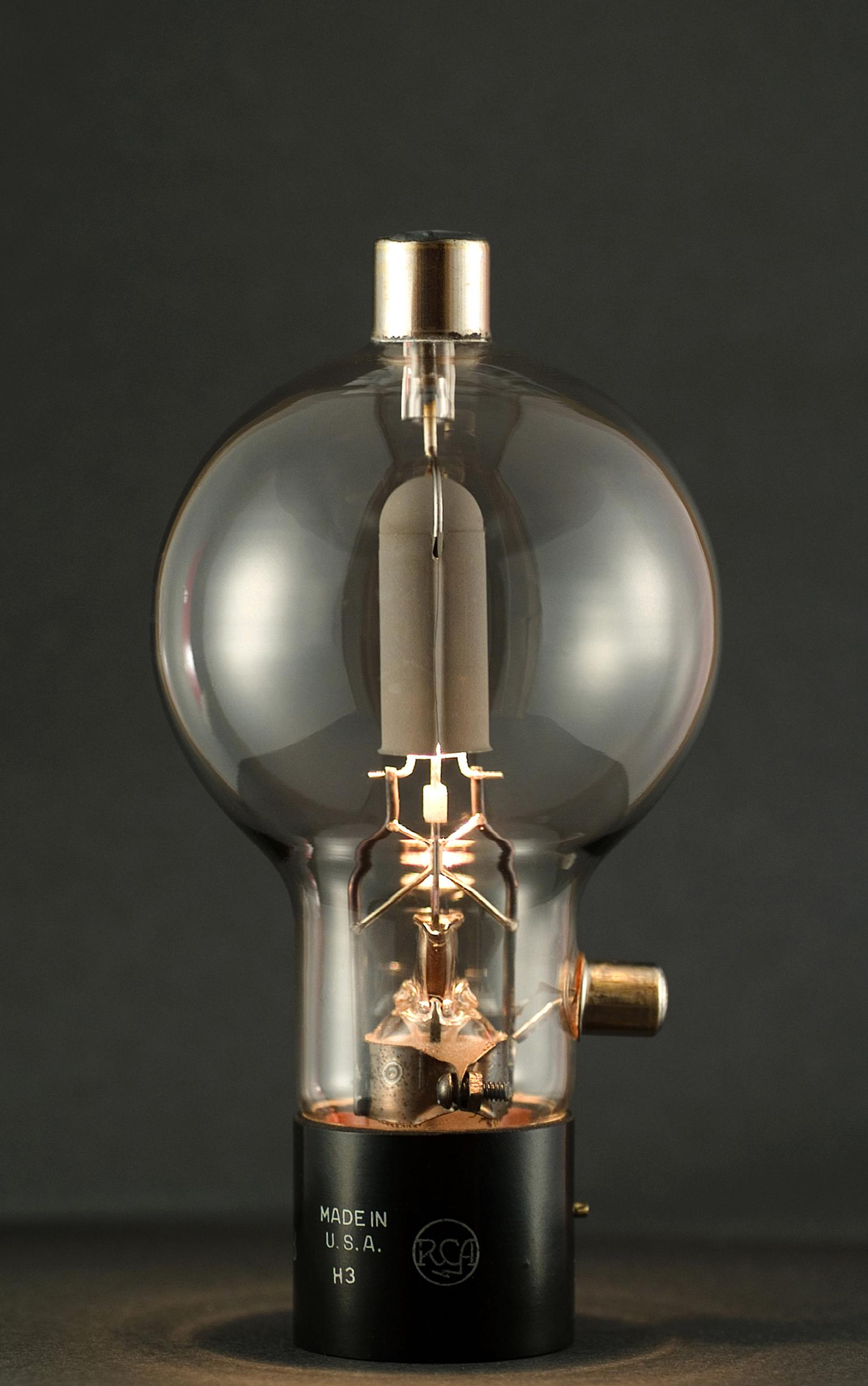
RCA 808 direct verhitte vermogentriode

Een radiolamp is een vroege elektronenbuis. De eerste, in 1904 uitgevonden, elektronenbuis had nog niet de cilindrische vorm die later zo kenmerkend voor de elektronenbuizen zou worden. Dergelijke radiolampen werden in eerste instantie vervaardigd door gloeilampenfabrieken, aangezien deze de technologie beheersten. Ze waren groter van omvang dan de moderne elektronenbuis en hadden enigszins de vorm van een gloeilamp. Sommige radiolampen waren zelfs aan twee zijden uitgerust met een Edison-schroeffitting, net als gewone gloeilampen.
De efficiëntie van de eerste lampen was gering: ze gaven zoveel licht dat je erbij kon lezen.
De eerste radiolampen, ook Marconi-lampen genoemd, werden voornamelijk gebruikt voor militaire toepassingen, namelijk in radio-communicatieapparatuur. Ze waren dan ook met enige geheimzinnigheid omgeven. Pas later zouden ze hun weg vinden in consumentenartikelen.

## Radiolampen in Nederland
Aangezien Nederland buiten de Eerste Wereldoorlog was gebleven, waren de Nederlandse inspanningen op het gebied van radiolampen niet al te groot. Toen er echter een Duits vliegtuig in 1917 bij De Cocksdorp op Texel verongelukte, hebben Nederlandse autoriteiten een Telefunken radiolamp van het type EVN 94 in beslag genomen en laten bestuderen. Het was niet Philips dat deze primeur mocht namaken, maar de N.V. Metaaldraadlampenfabriek „Holland" te Utrecht. Reeds enkele dagen later werd een radiolamp geproduceerd waarvan het vacuüm echter onvoldoende was. Door een betere materiaalkeuze lukte het, weer enkele dagen later, om een hoogvacuüm radiolamp te fabriceren. Het Nederlandse leger plaatste een order van 26 stuks, die begin 1918 al werd geleverd. Dit werd de Audion(-radiolamp), een uitvinding van Lee de Forest. Deze werd tot 1923 gebruikt door de Nederlandsche Seintoestellen Fabriek te Huizen.
Vervolgens probeerde omroeppionier Hanso Schotanus à Steringa Idzerda enkele exemplaren bij Metaaldraadlampenfabriek „Holland" te bestellen, maar werd daarin gehinderd door de militaire autoriteiten. De radiolampen in de toestellen die in het voorjaar van 1918 op een Haagse tentoonstelling waren te bewonderen, werden aan het oog onttrokken door matglas, verzegelde kasten enzovoorts. Idzerda moest het toen nog met kristalontvangers stellen. Er was daar wel een radiotoestel van Leonard Bal (* Ravenstein 7.8.1881 - Nijmegen 3.2.1946) te zien, met een radiolamp van Pope, een bedrijf dat blijkbaar eveneens in het geheim een radiolamp had gebouwd. Het inwendige van de lamp was onzichtbaar gehouden door middel van matglas. Deze lamp werd de eerste dag gestolen, samen met een aantal reserve-onderdelen.

## Philips
In samenwerking met Philips ontwikkelde Idzerda ook een radiolamp, de Ideezet genaamd, naar de eerste letters van Idzerda. Het bleek dat ook Philips in 1917 was benaderd met de lamp van Telefunken, doch Gerard Philips was weinig enthousiast voor deze militaire Spielerei. Het enthousiasme van Idzerda veranderde de zaak, daar Philips in de radiotoestellen een interessante activiteit zag. De Ideezet kwam in het voorjaar van 1918 in productie.
In 1923 bracht Philips de Miniwatt op de markt, een radiolamp die veel minder stroom gebruikte. In 1927 volgde de pentode.

## Heden
Radiolampen vindt men tegenwoordig vooral op antiekmarkten en bij zendamateurs. Miniaturisering leidde tot steeds kleinere, geavanceerdere en efficiëntere radiolampen, die elektronenbuizen werden genoemd. De uitvinding van de transistor maakte geleidelijk een eind aan de toepassing van elektronenbuizen in elektronische schakelingen. Reeds tegen het eind van de jaren 60 van de 20e eeuw waren ze goeddeels verdwenen.
De radiobuis was een revolutionaire uitvinding, zonder welke de moderne maatschappij zoals wij die kennen, niet had bestaan, en die ervoor heeft gezorgd dat wij ons heden in het informatie-tijdperk bevinden. Men zou zelfs kunnen zeggen dat de radiobuis een evolutionaire stap was in de technologische ontwikkeling van de mensheid.